# Världsmästerskapen i bob och skeleton 2025
Världsmästerskapen i bob och skeleton 2025 arrangerades mellan den 6 och 15 mars 2025 i Lake Placid i USA.

## Medaljörer

### Bob
| Gren                | Guld                                                                         | Guld    | Silver                                                                 | Silver  | Brons                                                                | Brons   |
| Tvåmannabob, herrar | Tyskland Francesco Friedrich Alexander Schüller                              | 3.39,32 | Tyskland Johannes Lochner Georg Fleischhauer                           | 3.39,35 | Tyskland Adam Ammour Benedikt Hertel                                 | 3.40,15 |
| Fyrmannabob, herrar | Tyskland Francesco Friedrich Matthias Sommer Alexander Schüller Felix Straub | 2.44,52 | Tyskland Johannes Lochner Florian Bauer Jörn Wenzel Georg Fleischhauer | 2.44,80 | Storbritannien Brad Hall Arran Gulliver Taylor Lawrence Greg Cackett | 2.45,00 |
| Monobob, damer      | USA Kaysha Love                                                              | 3.57,82 | Tyskland Laura Nolte                                                   | 3.58,26 | USA Elana Meyers Taylor                                              | 3.58,31 |
| Tvåmannabob, damer  | Tyskland Laura Nolte Deborah Levi                                            | 3.46,00 | Tyskland Kim Kalicki Leonie Fiebig                                     | 3.46,52 | Tyskland Lisa Buckwitz Kira Lipperheide                              | 3.47,46 |

### Skeleton
| Gren              | Guld                           | Guld                | Silver                                      | Silver              | Brons                     | Brons               |
| Herrar            | Matt Weston · Storbritannien   | 3.35,48             | Marcus Wyatt · Storbritannien               | 3.37,38             | Axel Jungk · Tyskland     | 3.37,41             |
| Damer             | Kimberley Bos · Nederländerna  | 3.40,06             | Mystique Ro · USA                           | 3.40,73             | Anna Fernstädt · Tjeckien | 3.40,81             |
| Lagtävling, mixed | USA Mystique Ro Austin Florian | 1.54,53 58,15 56,38 | Storbritannien Tabitha Stoecker Matt Weston | 1.54,63 58,31 56,32 | Kina Zhao Dan Lin Qinwei  | 1.54,81 58,67 56,14 |

## Medaljtabell
*   Värdland ( USA)
| Nr                  | Nation              | Guld | Silver | Brons | Totalt |
| ------------------- | ------------------- | ---- | ------ | ----- | ------ |
| 1                   | Tyskland            | 3    | 4      | 3     | 10     |
| 2                   | USA*                | 2    | 1      | 1     | 4      |
| 3                   | Storbritannien      | 1    | 2      | 1     | 4      |
| 4                   | Nederländerna       | 1    | 0      | 0     | 1      |
| 5                   | Kina                | 0    | 0      | 1     | 1      |
| 5                   | Tjeckien            | 0    | 0      | 1     | 1      |
| Totalt (6 nationer) | Totalt (6 nationer) | 7    | 7      | 7     | 21     |